# Resolutie 426 Veiligheidsraad Verenigde Naties
Resolutie 426 van de Veiligheidsraad van de Verenigde Naties werd op 19 maart 1978 als tweede VN-Veiligheidsraadsresolutie van die dag aangenomen door de VN-Veiligheidsraad. Twaalf leden stemden voor terwijl twee andere leden, Tsjechoslowakije en de Sovjet-Unie, zich onthielden. China nam geen deel aan de stemming. De resolutie richtte de UNIFIL-vredesmacht op in het zuiden van Libanon.

## Achtergrond
Veel Palestijnse vluchtelingen zaten in vluchtelingenkampen in Libanon. Vanhieruit viel de Palestijnse Bevrijdingsorganisatie (PLO) het in het zuiden aangrenzende Israël aan. Dat reageerde met tegenaanvallen in het zuiden van Libanon. De VN-Veiligheidsraad had Israël in resolutie 279 al gevraagd om de soevereiniteit van Libanon te respecteren.
Op 11 maart 1978 kaapten Palestijnse terroristen een lijnbus in Israël, waarbij uiteindelijk 38 burgers omkwamen. Een paar dagen later viel het Israëlisch leger het zuiden van Libanon binnen en bezette gedurende een week het gebied tot aan de rivier Litani. De bedoeling was om de PLO-strijders weg te duwen van de grens.
De Verenigde Naties eisten dat Israël zich terugtrok en zetten de tijdelijke VN-macht UNIFIL op in de streek. Die moest erop toezien dat Israël zijn troepen daadwerkelijk terugtrok en er de vrede handhaven totdat de Libanese overheid haar gezag opnieuw kon doen gelden. Anno 2021 was de vredesmacht nog steeds ter plaatse.
Eerder op de dag dat deze resolutie werd aangenomen had de VN-Veiligheidsraad resolutie 425 aangenomen die Israël vroeg zich terug te trekken. Er werd ook beslist een interim-VN-macht op te richten om daarop toe te zien, maar eerst werd een rapport van secretaris-generaal Kurt Waldheim gevraagd.

## Inhoud
De Veiligheidsraad:
1. Keurt het rapport van secretaris-generaal Waldheim over de uitvoering van resolutie 425 goed.
2. Besluit de interim-VN-macht op te richten in overeenstemming met dit rapport voor een periode van zes maanden die verlengd kan worden indien nodig.

Lijst ·  423 ·  424 ·  425 ·  426 ·  427 ·  428 ·  429 ·  430 ·  431 ·  432 ·  433 ·  434 ·  435 ·  436 ·  437 ·  438 ·  439 ·  440 ·  441 ·  442 ·  443